# Johnny Yan
Johnny Yan Xing Shu (chino tradicional: 行书 颜, pinyin: Yan Xing u Shu, 8 de septiembre de 1978) es un actor, cantante y jugador de baloncesto taiwanés, exmiembro de la banda de 183.

## Biografía
Yan inició su carrera como jugador en el baloncesto nacional de Taiwán, sólo después de que las solicitudes de entrada en el mundo del entretenimiento. En 2002 protagonizó con la actriz Angela Zhang en su primera serie de televisión, titulado Mi MVP Valentine, que le hizo famoso y le valió un contrato con Jungiery, una agencia de formación artística. Más adelante, protagonizó el drama "Snow Angel. Yan ha abandonado Jungiery a finales de 2007 para unirse al equipo 云南 , una Asociación China de Baloncesto. Después de una temporada pasó en China como jugador de dicho deporte, fue contratado como analista de Deportes Videoland de Taiwán, después de lo cual se incorporó al equipo de baloncesto de Taiwán llamado "cerveza" (2007-2008) de la Super Liga China de Baloncesto.

## Filmografía

### Serie televisiva
- My MVP Valentine (2002)
- The Champion (2004)
- Snow Angel (2004)
- The Prince Who Turns Into a Frog (2005)
- Legend of Star Apple (2006)